# Serpiente venenosa

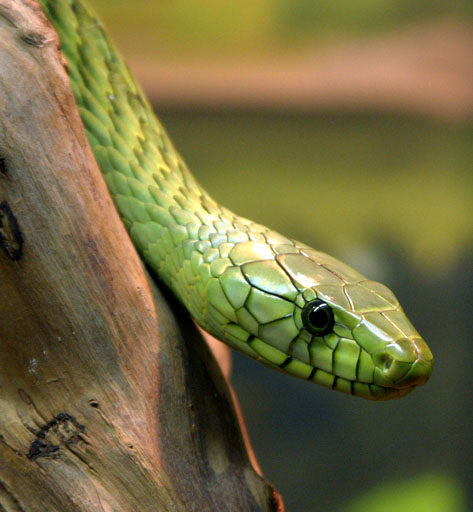
Mamba verde occidental, Dendroaspis viridis, un elápido ponzoñoso.

Se denomina serpiente venenosa o serpiente ponzoñosa a toda serpiente que posee veneno o ponzoña en sus colmillos para el propósito de inmovilizar a su presa o la autodefensa. Además, las especies no venenosas matan por constricción o la dominación mandibular. De las 3.460 especies que se conocen, solo unas 600 son peligrosas para el ser humano. 
La mayoría de las serpientes poseen ponzoña; sin embargo, las serpientes venenosas incluyen a varias familias y no forman un solo grupo taxonómico. Por otra parte, muchos tipos de serpientes, como boas o pitones, pueden no ser ponzoñosas, pero sus mordeduras deben ser atendidas clínicamente.

## Familias
Se reconocen 25 familias de serpientes. Entre las familias solo 5 de estas poseen especies que pueden infligir peligro y sus mordeduras son aún potencialmente letales para el hombre:

| Especies   | Colubridae | Atractaspidinae | Viperidae | Elapidae | Hydrophiidae |
| ---------- | ---------- | --------------- | --------- | -------- | ------------ |
| Nº Total   | 1.800      | 68              | 329       | 347      | 69           |
| Peligrosas | 15         | 04              |           |          |              |

## Lista completa de serpientes venenosas
La siguiente lista (En construcción), reúne todas las serpientes (por familias) que pueden afectar la salud del ser humano. Todas ellas requieren alguna atención médica.  
| Color | Grado           | Descripción                                                                               |
| ----- | --------------- | ----------------------------------------------------------------------------------------- |
|       | Veneno Leve     | Síntomas de leves a moderados - No se han reportado víctimas mortales                     |
|       | Veneno Moderado | Sin atención médica la situación del paciente se vuelve grave - Puede ser mortal en niños |
|       | Veneno Grave    | Emergencia médica - Letal en adultos y niños                                              |

### Colubridae
Las culebras son una familia conformada por aproximadamente unas 1.800 especies. Son de tamaño mediano y pequeño, oscilando desde los 20 centímetros hasta los 10 metros de largo. Se caracterizan por una cabeza visiblemente llena de escamas y ojos grandes. Normalmente, son de tierra, aunque también las hay acuáticas, anfibias y escaladoras. De todas ellas solo un grupo reducido es perjudicial, dado que su tamaño les impide producir la ponzoña suficiente para matar a una persona.                    
| Especie                                       | Subfamilia | Género      | Veneno      | Veneno | Síntomas                       | Subregión - País                          | Imagen                                                           |
| --------------------------------------------- | ---------- | ----------- | ----------- | ------ | ------------------------------ | ----------------------------------------- | ---------------------------------------------------------------- |
| Boiga blandingii Serpiente de Blanding        | Colubrinae | Boiga       | Sin datos   |        | Mialgia-Sordera                | África Subsahariana                       | Toxicodryas blandingii.jpg                                       |
| Boiga dendrophila Serpiente de Manglar        | Colubrinae | Boiga       | Sin datos   |        | Mialgia-Inflamación            | Sudeste asiático                          | Mangrovennachtbaumnatter (Boiga dendrophila) (2).JPG             |
| Dispholidus typus Boomslang                   | Colubrinae | Dispholidus | Hemotoxina  |        | Náuseas-Somnolencia-Hemorragia | África Subsahariana                       | Boomslang - Western Cape                                         |
| Telescopus beetzi Tigre de Namibia            | Colubrinae | Telescopus  | Hemotoxina  |        | Mialgia                        | Namibia                                   | Beetz's Tiger Snake Telescopus beetzii.jpg                       |
| Telescopus dhara Gato Arábiga                 | Colubrinae | Telescopus  | Neurotoxina |        | Mialgia-Parálisis              | Oriente Próximo                           | Telescopus dhara.jpg                                             |
| Telescopus fallax Gato Europea                | Colubrinae | Telescopus  | Neurotoxina |        | Mialgia                        | Europa del Sur                            | Mediterranean Cat Snake.jpg                                      |
| Telescopus Hoogstraali Gato del Sinaí         | Colubrinae | Telescopus  | Neurotoxina |        | Mialgia                        | Israel Egipto                             |                                                                  |
| Thelotornis capensis Vid de la sabana         | Colubrinae | Thelotornis | Hemotoxina  |        | Náuseas-Somnolencia-Hemorragia | África Austral                            | Vine Snake (Thelotornis capensis) (6011690147).jpg               |
| Thelotornis kirtlandii Vid del bosque         | Colubrinae | Thelotornis | Hemotoxina  |        | Náuseas-Somnolencia-Hemorragia | África Central                            | Bonn zoological bulletin - Thelotornis kirtlandii                |
| Thelotornis mossambicanus Vid del Este        | Colubrinae | Thelotornis | Hemotoxina  |        | Náuseas-Somnolencia-Hemorragia | África Oriental                           | Eastern Vine Snake (Thelotornis mossambicanus) (13937474977).jpg |
| Thelotornis usambaricus Vid de Usambara       | Colubrinae | Thelotornis | Hemotoxina  |        | Náuseas-Somnolencia-Hemorragia | Kenia Mozambique                          |                                                                  |
| Philodryas baroni Corredora de Baron          | Dipsadinae | Philodryas  | Miotoxina   |        | Edema-Parálisis                | Argentina Bolivia Paraguay                | Colubridae - Philodryas baroni-001                               |
| Philodryas chamissonis Corredora chilena      | Dipsadinae | Philodryas  | Miotoxina   |        | Mialgia                        | Chile                                     | Culebra de cola larga                                            |
| Philodryas olfersii Corredora sudamericana    | Dipsadinae | Philodryas  | Miotoxina   |        | Mialgia-Equimosis-Eritema      | Argentina Brasil Bolivia Paraguay Uruguay | Philodryas olfersii MZUFV                                        |
| Philodryas patagoniensis Culebra del pastizal | Dipsadinae | Philodryas  | Miotoxina   |        | Edema-Hemorragia-Necrosis      | Argentina Brasil Uruguay Paraguay         | Philodryas patagoniensis 02                                      |

### Atractaspidinae
| Especie                                           | Subfamilia      | Género      | Veneno      | Veneno | Síntomas                         | País - Subregión               | Imagen                  |
| ------------------------------------------------- | --------------- | ----------- | ----------- | ------ | -------------------------------- | ------------------------------ | ----------------------- |
| Atractaspis bibronii Estilete de Bibron           | Atractaspidinae | Atractaspis | Hemotoxina  |        | Náuseas-Edema-Necrosis           | África del Sur                 |                         |
| Atractaspis branchi Estilete de Branch            | Atractaspidinae | Atractaspis | Miotoxina   |        | Náuseas-Edema-Necrosis           | Liberia Guinea                 |                         |
| Atractaspis engaddensis Topo Israelí              | Atractaspidinae | Atractaspis | Neurotoxina |        | Náuseas-Hipoxia-Paro cardíaco    | Israel Jordania Arabia Saudita | Atractaspis engaddensis |
| Atractaspis microlepidota Serpiente de Madriguera | Atractaspidinae | Atractaspis | Sin datos   |        | Edema-Inflamación-Hiperactividad | África del Oeste               |                         |

### Viperidae
| Especie                                          | Subfamilia  | Género   | Veneno                 | Veneno | Síntomas                       | Subregión - País                | Imagen                                                    |
| ------------------------------------------------ | ----------- | -------- | ---------------------- | ------ | ------------------------------ | ------------------------------- | --------------------------------------------------------- |
| Azemiops feae Víbora de fea                      | Azemiopinae | Azemiops | Sin datos              |        | Desconocidos                   | Birmania China Vietnam          | Fea-Viper (Azemiops feae)                                 |
| Azemiops kharini Víbora Blanca Birmana           | Azemiopinae | Azemiops | Sin datos              |        | Desconocidos                   | Birmania                        |                                                           |
| Atheris acuminata Víbora Árborea Acuminata       | Viperinae   | Atheris  | Sin datos              |        | Desconocidos                   | Uganda                          |                                                           |
| Atheris anisolepis Víbora Arbórea Anisolepis     | Viperinae   | Atheris  | Sin datos              |        | Desconocidos                   | África Central                  |                                                           |
| Atheris barbouri Víbora Arbórea Barbour          | Viperinae   | Atheris  | Sin datos              |        | Desconocidos                   | Tanzania                        |                                                           |
| Atheris broadleyi Víbora Arbórea Broadleyi       | Viperinae   | Atheris  | Sin datos              |        | Desconocidos                   | Guinea Ecuatorial Camerún Gabón |                                                           |
| Atheris ceratophora Víbora Cornuda Usambara      | Viperinae   | Atheris  | Sin Datos              |        | Desconocidos                   | Tanzania                        |                                                           |
| Atheris chlorechis Víbora Árborea Occidental     | Viperinae   | Atheris  | Hemotoxina             |        | Hemorragia-Insuficiencia renal | África Occidental               | Atheris chlorechis.jpg                                    |
| Atheris desaixi Víbora del Monte Kenia           | Viperinae   | Atheris  | Hemotoxina             |        | Edema-Dolor-Hemorragia         | Kenia                           |                                                           |
| Atheris hirsuta Víbora Árborea Peludo            | Viperinae   | Atheris  | Sin Datos              |        | Desconocidos                   | Costa de Marfil                 |                                                           |
| Atheris hispida Víbora Árborea Espinosa          | Viperinae   | Atheris  | Neurotoxina            |        | Hemorragia                     | R.D.Congo Uganda Kenia          | Atheris hispida                                           |
| Atheris katangensis Víbora Árborea de Shaba      | Viperinae   | Atheris  | Hemotoxina             |        | Hemorragia                     | R.D.Congo                       |                                                           |
| Atheris mabuensis Víbora Árborea de Mabu         | Viperinae   | Atheris  | Sin Datos              |        | Desconocidos                   | Mozambique                      |                                                           |
| Atheris matildae Víbora cornuda de Matilda       | Viperinae   | Atheris  | Sin Datos              |        | Desconocidos                   | Tanzania                        |                                                           |
| Atheris mongoensis Víbora Árborea Mongo          | Viperinae   | Atheris  | Sin Datos              |        | Desconocidos                   | R.D.Congo                       |                                                           |
| Atheris nitschei Víbora de los Grandes Lagos     | Viperinae   | Atheris  | Hemotoxina             |        | Náuseas-Edema-Hipoxia          | R.D.Congo Uganda Ruanda         | Great Lakes Bush Viper (Atheris nitschei – suspected)     |
| Atheris rungweensis Víbora Árborea Rungwee       | Viperinae   | Atheris  | Hemotoxina             |        | Desconocidos                   | Tanzania Zambia Malaui          |                                                           |
| Atheris squamigera Víbora Árborea Verde          | Viperinae   | Atheris  | Hemotoxina             |        | Hemorragia                     | África Central                  | Atheris squamigera at Vivarium, Lausanne, Switzerland.jpg |
| Atheris subocularis Víbora Árborea Camerún       | Viperinae   | Atheris  | Hemotoxina             |        | Hemorragia                     | Camerún                         |                                                           |
| Bitis arietans Víbora Bufadora                   | Viperinae   | Bitis    | Hemotoxina             |        | Hemorragia-Equimosis-Necrosis  | Toda África excepto El Sahara   | Young Puff Adder (Bitis arietans) (7000378947)            |
| Bitis albanica Víbora de Albany                  | Viperinae   | Bitis    | Sin Datos              |        | Desconocidos                   | Sudáfrica                       |                                                           |
| Bitis armata Víbora del sur                      | Viperinae   | Bitis    | Sin Datos              |        | Desconocidos                   | Sudáfrica                       | Bitis armata 46045953 (cropped)                           |
| Bitis atropos Víbora Berg                        | Viperinae   | Bitis    | Neurotoxina            |        | Ptosis palpebral-Ceguera       | Sudáfrica                       | Bitis atropos00                                           |
| Bitis caudalis Víbora cornuda                    | Viperinae   | Bitis    | Neurotoxina            |        | Dolor-Náuseas-Vómitos-Shock    | África Austral                  | Illustrations of the zoology of South Africa (6263859120) |
| Bitis cornuta Víbora de cuernos                  | Viperinae   | Bitis    |                        |        |                                | Sudáfrica Namibia               | Illustrations of the zoology of South Africa (6263863570) |
| Bitis gabonica Víbora de Gabón                   | Viperinae   | Bitis    |                        |        |                                | África Central                  | Bitis gabonica 01                                         |
| Bitis harenna Víbora de las montañas             | Viperinae   | Bitis    |                        |        |                                | Etiopía                         |                                                           |
| Bitis heraldica Víbora de Angola                 | Viperinae   | Bitis    |                        |        |                                | Angola                          |                                                           |
| Bitis inornata Víbora sin cuernos                | Viperinae   | Bitis    |                        |        |                                | Sudáfrica                       | Bitis inornata                                            |
| Bitis nasicornis Víbora Mariposa                 | Viperinae   | Bitis    |                        |        |                                | África Central                  | Bitis nasicornis Nashornviper                             |
| Bitis parviocula Víbora de Etiopía               | Viperinae   | Bitis    |                        |        |                                | Etiopía                         | Bitis parviocula sdzoo                                    |
| Bitis peringueyi Víbora de Peringuey             | Viperinae   | Bitis    |                        |        |                                | Angola Namibia                  | Namibian Sidewinder Bitis peringueyi (cropped)            |
| Bitis rhinoceros Víbora Rinoceronte              | Viperinae   | Bitis    |                        |        |                                | África Occidental               | BitisGabonica-Artis                                       |
| Bitis rubida Víbora Roja                         | Viperinae   | Bitis    |                        |        |                                | Sudáfrica                       | Bitis rubida 87575085                                     |
| Bitis schneideri Víbora de Namaqua               | Viperinae   | Bitis    |                        |        |                                | Namibia Sudáfrica               | Bitis schneideri 87936651                                 |
| Bitis worthingtoni Víbora cornuda de Kenia       | Viperinae   | Bitis    |                        |        |                                | Kenia                           | Bitis worthingtoni                                        |
| Bitis xeropaga Víbora Montaña del Desierto       | Viperinae   | Bitis    |                        |        |                                | Namibia Sudáfrica               | Bitis xeropaga                                            |
| Causus bilineatus Víbora Nocturna con dos rayas  | Viperinae   | Causus   |                        |        |                                | Angola                          |                                                           |
| Causus defilippii Víbora Nocturna con hocico     | Viperinae   | Causus   | Sin Datos              |        | Inflamación-Dolor-Fiebre       | África Austral                  | Snouted Night Adder, Causus defilippii                    |
| Causus lichtensteinii Víbora Nocturna del bosque | Viperinae   | Causus   |                        |        |                                |                                 |                                                           |
| Causus maculatus Víbora Nocturna occidental      | Viperinae   | Causus   |                        |        |                                |                                 |                                                           |
| Causus rasmusseni Víbora Nocturna angoleña       | Viperinae   | Causus   |                        |        |                                |                                 |                                                           |
| Causus resimus Víbora Nocturna verde             | Viperinae   | Causus   |                        |        |                                |                                 |                                                           |
| Causus rhombeatus Víbora Nocturna romboidal      | Viperinae   | Causus   |                        |        |                                |                                 | Causus rhombeatus00                                       |
| Cerastes boehmei Víbora Cornuda de Túnez         | Viperinae   | Cerastes | Sin Datos              |        | Desconocidos                   | Túnez                           | Bonn zoological bulletin - Cerastes boehmei               |
| Cerastes cerastes Víbora Cornuda del Sahara      | Viperinae   | Cerastes | Cardiotoxina Miotoxina |        | Vómitos-Hemorragia-Necrosis    | Norte de África                 | Cerastes cerastes 001                                     |
| Cerastes gasperettii Víbora Cornuda Árabe        | Viperinae   | Cerastes | Procoagulantes         |        | Mialgia-Dolor-Vómitos-Necrosis | Arabia                          | Cerastes gasperettii                                      |
| Cerastes vipera Víbora de arena del Sahara       | Viperinae   | Cerastes | Sin Datos              |        | Desconocidos                   | Norte de África                 | My cerastes vipera cropped                                |
| Daboia deserti                                   | Viperinae   | Daboia   |                        |        |                                |                                 |                                                           |
| Daboia mauritanica                               | Viperinae   | Daboia   |                        |        |                                |                                 |                                                           |
| Daboia palaestinae                               | Viperinae   | Daboia   |                        |        |                                |                                 |                                                           |
| Daboia russelii                                  | Viperinae   | Daboia   |                        |        |                                |                                 |                                                           |
| Daboia siamensis                                 | Viperinae   | Daboia   |                        |        |                                |                                 |                                                           |

## Serpientes por países
La siguiente lista enumera el número total de especies por países (venenosas o no). 
En el apartado "Venenosas" solo se enumeran las especies que pueden ser peligrosas para el ser humano.
| Puesto | País                 | Total de especies | Venenosas | Especie más venenosa       |
| ------ | -------------------- | ----------------- | --------- | -------------------------- |
| 1      | México               | 396               | 77        | Bothrops asper             |
| 2      | Brasil               | 309               | 40        | Bothrops insularis         |
| 3      | India                | 300               | 62        | Bungarus caeruleus         |
| 4      | Colombia             | 270               | 50        | Bothrops asper             |
| 5      | Venezuela            | 196               | 4         | Bothrops atrox             |
| 6      | Bolivia              | 180               | 30        | Lachesis muta              |
| 7      | Australia            | 170               | 100       | Oxyuranus microlepidotus   |
| 8      | Panamá               | 150               | 25        | Bothrops asper             |
| 9      | Costa Rica           | 150               | 23        | Bothrops asper             |
| 10     | Guatemala            | 141               | 23        | Bothrops asper             |
| 11     | Argentina            | 136               | 14        | Bothrops alternatus        |
| 12     | Honduras             | 134               | 21        | Bothrops asper             |
| 13     | China                | 120               | 35        | Naja atra                  |
| 14     | Nicaragua            | 113               | 15        | Bothrops asper             |
| 15     | El Salvador          | 81                | 10        | Crotalus durissus          |
| 16     | Estados Unidos       | 50                | 22        | Crotalus scutulatus        |
| 17     | Rusia                | 50                | 11        |                            |
| 18     | Japón                | 47                | 2         | Protobothrops flavoviridis |
| 19     | Jordania             | 45                | 7         |                            |
| 20     | Italia               | 38                | 4         | Vipera ammodytes           |
| 21     | Uruguay              | 38                | 4         | Micrurus altirostris       |
| 22     | Canadá               | 35                | 4         | Crotalus viridis           |
| 23     | República Dominicana | 21                | 0         |                            |
| 24     | Corea del Sur        | 20                | 4         |                            |
| 25     | Corea del Norte      | 20                | 4         |                            |
| 26     | España               | 13                | 5         | Vipera Aspis               |
| 27     | Francia              | 12                | 4         | Vipera Aspis               |
| 28     | Portugal             | 11                | 3         | Malpolon monspessulanus    |
| 29     | Chile                | 9                 | 3         | Tachymenis chilensis       |
| 30     | Alemania             | 6                 | 2         | Vipera Aspis               |
| 31     | Suiza                | 4                 | 2         |                            |
| 32     | Ucrania              | 4                 | 2         |                            |
| 33     | Países Bajos         | 4                 | 1         |                            |
| 34     | Austria              | 3                 | 2         |                            |
| 35     | Reino Unido          | 3                 | 1         |                            |
| 36     | Suecia               | 3                 | 1         |                            |
| 37     | Nueva Zelanda        | 2                 | 0         |                            |
| 38     | Arabia Saudita       |                   |           |                            |
| 39     | Tailandia            |                   |           |                            |
| 40     | Vietnam              |                   |           |                            |
| 41     | Turquía              |                   |           |                            |
| 42     | Sudáfrica            |                   |           |                            |